# Giovanni Battista Lusieri
Giovanni Battista Lusieri (Roma, 1755 - Atenas, 1821) fue un pintor paisajista italiano y pintor de cámara de Fernando I de las Dos Sicilias antes de trabajar para el conde de Elgin Thomas Bruce Elgin e implicarse en la extracción y transporte de los mármoles de Elgin a Inglaterra.

## Biografía
Según el Rijksbureau voor Kunsthistorische Documentatie (RKD; traducido literalmente, ‘Instituto neerlandés para la Historia del Arte’) Giovanni Battista Lusieri viajó a Nápoles, Grecia y Turquía. Lusieri fue contratado por el conde de Elgin, Thomas Bruce para hacer dibujos de la Acrópolis de Atenas. También es conocido por extraer y transportar los mármoles de Elgin a Londres.

### Pintor

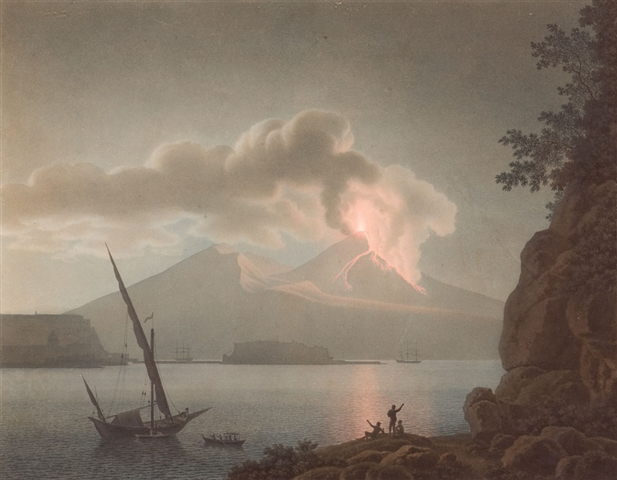
Erupción del Vesuvio de noche (1793)

Lusieri originalmente fue conocido por sus pinturas de paisajes precisas y los estudios de edificios de Italia y Sicilia que a menudo venía a los señores jóvenes durante sus Grand Tour, especialmente después de trasladarse a Nápoles en 1782 y concentrarse en las vistas del monte Vesubio, pinturas que se vendían bien porque entonces el volcán estaba bastante activo. Lord Byron lo consideró un importante artista italiano, aunque puede no ser una afirmación neutral, ya que era un buen amigo del cuñado de Lusieri, Nicolo Giraud. Lusieri pintaba sus paisajes cuidadosamente y se resistió a la moda de construcciones imaginativas que imitaban Claude Lorrain, justificando que las pinturas deben basarse en la vida real. A partir de 1799 pasó su tiempo trabajando para la contabilidad de  Elgin en Grecia, lo que hizo que destinara menos tiempo a pintar. Lusieri creía que podría haber sido más famoso como artista si no hubiera pasado tanto tiempo trabajando para la contabilidad de Elgin y su colección de la antigüedad.

### Mármoles de Elgin

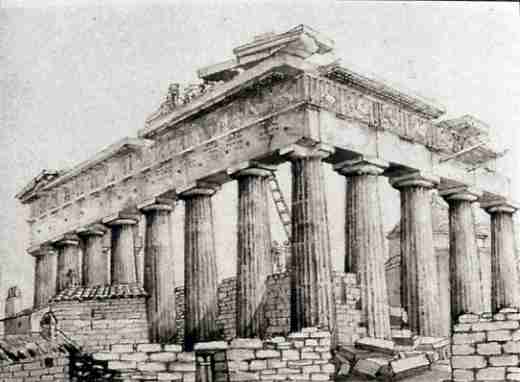
Andamios de Lusieri durante la extracción de los mármoles Elgin del Partenón.

Lusieri había sido el pintor de cámara del rey de Nápoles; el secretario de Elgin, William Hamilton, escribió al rey para pedir su permiso para contratar a su pintor. Fue contratado por el conde y la condesa de Elgin, aunque no sabía hablar inglés, así que el contrato fue redactado entre ellos en francés y a Lusieri se le pagó 200 libras esterlinas por año. Originalmente fue contratado para elaborar bocetos de antigüedades griegas para Elgin. Lusieri también estaba facultado para utilizar los moldeadores que tenían para crear moldes de esculturas griegas. Sin embargo,Elgin encontró que las esculturas de mármol habían desaparecido y que presuntamente habían sido destruidas. Fue Lusieri quien persuadiría al reticente Elgin a sacar las esculturas para protegerlas de los oportunistas locales turcos que las estaban haciendo añicos para venderlas a los turistas. En 1801, Elgin mandó a Lusieri supervisar la extracción de las esculturas por un coste de 70.000 libras esterlinas.

## Legado
En 1828 el cuerpo principal de la obra se vio reducida cuando muchas de sus pinturas se perdieron en un naufragio. Un importante número de sus pinturas se encuentran actualmente en la colección privada de la familia de Elgin. Estas pinturas y otras se expusieron por primera vez en 2012 en la National Gallery of Scotland.